# Návarov (osada)
Návarov je malá vesnice, část obce Zlatá Olešnice v okrese Jablonec nad Nisou. Nachází se asi 4,5 kilometru jihozápadně od Zlaté Olešnice. Návarov leží v katastrálním území Lhotka u Zlaté Olešnice o výměře 4,27 km². V údolí Kamenice se nachází železniční zastávka Návarov na trati Železný Brod – Tanvald.

## Historie
První písemná zmínka o vesnici pochází z roku 1365.

## Pamětihodnosti
- zřícenina hradu Návarov
- zámek Návarov